# Rooney Troya
Rooney Anderson Troya Macías (Guayaquil, 20 febbraio 2006) è un calciatore ecuadoriano, centrocampista dell'Universidad Católica.

## Biografia
Prende il nome dal celebre calciatore inglese Wayne Rooney.

## Caratteristiche tecniche
Centrocampista difensivo, può giocare anche da interno.

## Carriera

### Club
Cresciuto nel settore giovanile dell'Universidad Católica, ha debuttato in prima squadra il 26 agosto 2023 nell'incontro di Serie A vinto 1-0 contro l'Independiente del Valle. Ad inizio 2024 è stato ceduto in prestito per alcuni mesi al San Antonio, la società filiale in seconda divisione. A partire dal 2025 è stato promosso stabilmente in prima squadra.

### Nazionale
Ha giocato con la nazionale ecuadoriana Under-17, con la quale nel 2023 è stato finalista perdente nel campionato sudamericano di categoria.

## Statistiche

### Presenze e reti nei club
Statistiche aggiornate al 16 maggio 2025.
| Stagione        | Squadra              | Campionato      | Campionato | Campionato | Coppe nazionali | Coppe nazionali | Coppe nazionali | Coppe continentali | Coppe continentali | Coppe continentali | Altre coppe | Altre coppe | Altre coppe | Totale | Totale |
| Stagione        | Squadra              | Comp            | Pres       | Reti       | Comp            | Pres            | Reti            | Comp               | Pres               | Reti               | Comp        | Pres        | Reti        | Pres   | Reti   |
| --------------- | -------------------- | --------------- | ---------- | ---------- | --------------- | --------------- | --------------- | ------------------ | ------------------ | ------------------ | ----------- | ----------- | ----------- | ------ | ------ |
| 2023            | Universidad Católica | A               | 2          | 0          | -               | -               | -               | -                  | -                  | -                  | -           | -           | -           | 2      | 0      |
| 2024            | San Antonio          | B               | 9          | 0          | -               | -               | -               | -                  | -                  | -                  | -           | -           | -           | 9      | 0      |
| 2024            | Universidad Católica | A               | 2          | 0          | -               | -               | -               | CS                 | 1                  | 0                  | -           | -           | -           | 2      | 0      |
| 2025            | Universidad Católica | A               | 7          | 0          | -               | -               | -               | CS                 | 5                  | 0                  | -           | -           | -           | 7      | 0      |
| Totale carriera | Totale carriera      | Totale carriera | 20         | 0          |                 | -               | -               |                    | 6                  | 0                  |             | -           | -           | 26     | 0      |